# 약사천
약사천(藥泗川)은 울산광역시 중구 성안동에서 발원하여 대체로 남동류하다가 북구 진장동에서 동천강으로 흘러드는 하천이다. 일부 구간이 복개되었다. 울산광역시 도심의 소하천 중 물고기가 서식하고 있는 유일한 하천이다. 2009년 3월 21일 반구1교 주변의 이 강 일대에서 붕어가 살게되었다. 또한 동년 9월 19일에는 이 강의 산책로가 완공되었다.